# Nguyễn Thị Cẩm
Nguyễn Thị Cẩm (? - ?), là phi tần của Nguyễn Dực Tông Tự Đức, dưỡng mẫu của Cảnh Tông Đồng Khánh.

## Tiểu sử

### Nhập cung
Bà là người huyện Quảng Điền, phủ Thừa Thiên; phụ thân là Thượng thư Nguyễn Đình Tân. Dưới thời Hiến Tổ Thiệu Trị, bà trúng tuyển và trở thành phủ thiếp của Phước Tuy công Hồng Nhậm, hoàng tử thứ hai của vua Thiệu Trị.
Năm 1847, Phước Tuy công kế thừa hoàng vị, tức là vua Tự Đức. Ba năm sau (1850), tháng 5 ÂL, Tự Đức tấn phong hậu cung, lập bà Phủ thiếp Nguyễn Thị Cẩm làm Nhị giai Chiêu phi, ngang hàng với bà nguyên phối là Cẩn phi Vũ Thị Duyên (về sau bà này được tấn phong làm Hoàng quý phi đứng đầu). Mùa xuân năm Tự Đức thứ 13 (1860), tấn thăng cho bà lên làm Nhất giai Thiện phi.
Vua Tự Đức mắc bệnh không thể có con, đành phải chọn trong tông thất ba đứa trẻ làm dưỡng tử. Năm Tự Đức thứ 18 (1865), Tự Đức lấy con của em mình là Kiên quốc công Nguyễn Phúc Hồng Cai tên là Ưng Thị làm dưỡng tử, giao cho Thiện phi nuôi dạy. Ngoài Ưng Thị, Tự Đức còn nhận thêm hai người dưỡng tử nữa: Ưng Chân (tức Cung Tông Dực Đức) do bà Hoàng quý phi Vũ Thị Duyên nhận nuôi và Ưng Đăng (tức Giản Tông Kiến Phúc), do bà Học phi Nguyễn Văn Thị Hương nhận nuôi. Năm 1882, Ưng Thị được tấn phong là Kiến Giang quận công.

### Goá phụ
Sau khi vua Tự Đức qua đời (1883), trong triều đình liên tiếp xảy ra các vụ việc phế lập. Đến năm 1885, vua Hàm Nghi xuất bôn chống Pháp. Người Pháp bèn lập Ưng Thị lên làm Hoàng đế, lấy niên hiệu là Đồng Khánh.
Năm Đồng Khánh nguyên niên (1886), triều đình nhà Nguyễn nghị định phế truất ngôi vị Hoàng thái phi của bà Nguyễn Văn Thị Hương tức dưỡng mẫu vua Kiến Phúc, và có ý kiến tấn tôn bà Thiện phi làm Hoàng thái phi. Bấy giờ bà Khiêm hoàng hậu Vũ Thị Duyên đã được tôn làm Trang Ý Hoàng thái hậu, đình thần lấy lí do "nước không thể có hai mối" mà từ chối, cũng không truy tặng thêm cho phụ thân bà là Nguyễn Đình Tân. Để bù lại, bà được gia cấp lương bổng hằng năm 300 quan tiền, 700 phương gạo và quần áo mặc vào mùa xuân cùng mùa đông.
Không rõ bà Thiện phi qua đời khi nào. Sau khi mất, bà được an táng tại huyện Hương Thủy, trên mộ bia đề dòng chữ "Lăng tẩm của Thiện phi triều trước" (tiên triều Thiện phi chi tẩm).